# P. Kirchheim Verlag
Der P. Kirchheim Verlag ist ein unabhängiger Verlag aus München (Ludwigsvorstadt-Isarvorstadt).

## Geschichte
Er wurde 1967 durch Peter Kirchheim gegründet. Ein Zentrallager wurde 2001 in Leipzig eröffnet. Die ersten Veröffentlichungen waren Thomas Niederreuther, Herbert Achternbusch (Servus Bayern) und Alexander Lowen (Bioenergetik für Jeden). Letzteres avancierte zum erfolgreichsten Werk des Verlages, im Jahr 2016 in der 17. Auflage erschienen. 1980 wurde die Buchhandlung Kirchheim Bücher an Luitgard Kirchheim übertragen, 2013 an Marc Schürhoff verkauft. 1985 war die Schallplattensparte verkauft worden. In dieser Zeit erweiterte der Verlag sein Angebot um wissenschaftliche Literatur. 1991 wird die Werkausgabe des italienischen Schriftstellers Giuseppe Ungaretti verlegt. 1994 begann eine enge Zusammenarbeit mit dem Literaturwissenschaftler Dirk Heißerer. Eine Reihe Indologica wurde 2006 begonnen. Seit 2008 betreut der Verlag eine geschichtliche Publikationsreihe des Klosters Andechs. Seit 2009 stehen der Mittlere (Iran) und Nahe Osten im Focus des Verlages. Der P. Kirchheim Verlag ist seit 1983 auf der Frankfurter Buchmesse vertreten.

## Programm
Neben wissenschaftlicher Literatur liegt ein Schwerpunkt auf Romanischen Sprachen, Jüdischer Literatur, Kinderbüchern und Gesundheit. Zu den Autoren gehörten u. a. Herbert Achternbusch, Werner Fritsch, Simon Werle, Amir Hassan Cheheltan, Michael Farin, Andreas W. Friedrich,  Solly Ganor, Jürgen Hanneder, Katja Huber, Joris-Karl Huysmans, Armin Kratzert, Alexander Lowen, Erika Mann, Käte Meyer-Drawe, Frank Quilitzsch, SAID, Gabriele Stötzer, Claus Vogel, Laura Waco und Kadidja Wedekind.